# Elswick (Tyne and Wear)
Koordinaten: 54° 58′ N, 1° 39′ W
Elswick ist ein Distrikt und Ward in der Stadt Newcastle upon Tyne im County Tyne and Wear im Nordosten Englands. Elswick liegt am Fluss Tyne. 
Elswick ist bekannt für den Schiffbau und für die Kohlebergwerke, die ab 1828 bedeutend wurden.